# Temelucha basiornata
Temelucha basiornata är en stekelart som först beskrevs av Cameron 1911.  Temelucha basiornata ingår i släktet Temelucha och familjen brokparasitsteklar. Inga underarter finns listade i Catalogue of Life.